# Puente de la rambla de Cela
El puente de la rambla de Cela es un antiguo puente de la línea férrea de Lorca a Baza situado en el km 91,6 de la misma. En el municipio español de Armuña de Almanzora, en cuyo término municipal se sitúa el viaducto, es conocido como el puente de los Tres Ojos por sus tres arcos.

## Características
Es un puente de travertino y arenisca de 64 metros de longitud y 15,06 metros de altura.

## Historia
El puente de la rambla de Cela entró en servicio el día 17 de septiembre de 1894 con la apertura del tramo Purchena-Serón del ferrocarril de Lorca a Baza y estuvo funcionando hasta el día 1 de enero de 1985, fecha en la que la línea fue clausurada por RENFE.
El 14 de septiembre de 1907 hubo un accidente ferroviario en este puente que causó dos víctimas mortales debido a la explosión de la caldera de la locomotora del convoy implicado en el siniestro debido a las incrustaciones de cal producidas en su interior por la mala calidad de las aguas de la zona. Este accidente supuso un importante cambio en la compañía que explotaba el ferrocarril, The Great Southern of Spain Railway, ya que se mejoraron tanto el material motor como las instalaciones hidráulicas de la línea.